# Roman Zozulja (fotbollsspelare)
Roman Vjatjeslavovytj Zozulja (ukrainska: Роман Вячеславович Зозуля), född 17 november 1989 i Kiev, är en ukrainsk fotbollsspelare som spelar för Albacete Balompié och Ukrainas fotbollslandslag. 
Zozulja värvades på lån från Real Betis av spanska Rayo Vallecano 2017. Men han spelade inte en enda match för klubben. Kontraktet bröts efter protester från supportrar, som anklagade honom för att ha kopplingar till högerextrema grupper. Han hamnade därefter i Albacetes. En match 2019 i den spanska andradivisionen mellan de två lagen fick avbrytas efter en halvlek sedan hemmalaget Rayo Vallecanos fans sjungit nidvisor riktade mot gästande Albacetes Zozulja, som pekades ut som nazist på grund av hans stöd av Azovbataljonen samt bilder som han hade lagt upp på sitt Twitter-konto, som innehöll referenser till nazisymbolik, bl.a. De fjorton orden och organisationer som påstods stödja nazismen.